# Jan-Gunnar Isberg
Jan-Gunnar Isberg, född 7 april 1947 i Enskede församling i Stockholm, död 14 december 2022 i Skarpnäcks distrikt i Stockholm, var en svensk militär.

## Biografi
Isberg avlade officersexamen vid Krigsskolan 1969 och utnämndes samma år till löjtnant vid Svea ingenjörregemente. Under åren 1969–1975 var han plutonchef och kompanichef. Han utbildade sig vid Ingenjörofficersskolan i Artilleri- och ingenjörofficersskolan 1971–1972 och vid Militärhögskolan 1975–1978 samt tjänstgjorde vid Arméstaben 1978–1983, varpå han var kompanichef 1984–1985 (med bland annat tjänstgöring i svenska Cypernbataljonerna). Han var chef för Fältarbetsavdelningen i Operationssektion 4 i Operationsledningen i Försvarsstaben 1985–1988, befordrades till överstelöjtnant 1986 och var bataljonschef 1988–1990, varefter han var chef för svenska Libanonbataljonen L106/L21 1990–1991 och chef för Arméns fältarbetsskola 1991–1993 samt samtidigt chef för den svenska UN Stand-by Force 1992. Därefter var han 1993 chef för svenska bataljonen i Makedonien (MA01).
Efter att ha befordrats till överste var han 1993–1995 chef för Bodens ingenjörregemente (1994 namnändrat till Norrlands ingenjörkår). Han tjänstgjorde i ARRC Headquarters inom Implementation Force i Sarajevo 1996, varpå han befordrades till överste av första graden 1997 och tjänstgjorde i Högkvarteret 1997–1999: som chef för Programavdelningen i Arméledningen 1997–1998 och som chef för Markstridsavdelningen i Krigsförbandsledningen 1998–1999. Han tjänstgjorde för Förenta nationerna som militärrådgivare i Afghanistan 1999–2000 och var från 2001 chef för Baltstöd vid Högkvarteret. Åren 2003–2005 var han ställföreträdande styrkechef och brigadchef i FN:s fredsbevarande styrkor i Kongo-Kinshasa (MONUC), varefter han var projektledare för Försvarsmaktens internationella ledningsövningar (Projekt Viking) 2005–2010. Isbergs slutliga grad var brigadgeneral.
År 2010 utsågs Isberg till chef för den undersökningskommission som Försvarsmakten sände till Afghanistan för att utreda dödsfallen av de stupade svenska subalternofficerarna Johan Palmlöv och Gunnar Andersson.[källa behövs]
Jan-Gunnar Isberg betecknades under sin karriär som en mycket handlingskraftig officer.
Jan-Gunnar Isberg invaldes 2007 som ledamot av Kungliga Krigsvetenskapsakademien.

### Utmärkelser
- Försvarsmaktens förtjänstmedalj i guld med svärd.[källa behövs]
- Medalj för nit och redlighet i rikets tjänst (NOR).[källa behövs]
- Försvarsmaktens medalj för internationella insatser.[källa behövs]
- Nato’s Non article 5-medalj .[källa behövs]
- Försvarsmaktens grundutbildningsmedalj.[källa behövs]
- Atzinības goda zīme, Utfärdad av Lettlands försvarsminister.[källa behövs]
- FN:s kampanjmedalj för Cypern, Libanon, Makedonien, Afghanistan, Kongo.[källa behövs]
- Medaljen till minne av Nobels fredspris till FN:s fredsbevarande styrkor.[källa behövs]